# Sylvain Bellemare
Sylvain Bellemare (Montréal, 20 febbraio 1968) è un fonico canadese.
Per il suo lavoro al montaggio sonoro in Arrival (2016) ha ricevuto diverse nomination, aggiudicandosi il BAFTA e il Premio Oscar.

## Filmografia

### Cinema
- La natura ambigua dell'amore (1993)
- Matusalem (1993)
- C'était le 12 du 12 Chili avait les blues (1994)
- Le vent du Wyoming (1994)
- Le secret de Jérôme (1994)
- Mouvements du désir (1995)
- Zigrail (1995)
- Le sphinx (1995)
- Cosmos (1996)
- Sous-sol (1996)
- Liquid Love (1996)
- Burnt Eden (1997)
- La déroute (1998)
- Un 32 août sur Terre (1998)
- Le temps X (1999)
- Les fantômes des Trois Madeleine (2000)
- La moitié gauche du Frigo (2000)
- Un crabe dans la tête (2001)
- Le Pornographe (2001)
- Soft Shell Man (2001)
- Change from Within (2003)
- Saved by the Belles (2003)
- Tiresia (2003)
- Familia (2005)
- Congorama (2006)
- Continental, un film sans fusil (2007)
- Next Floor (2008)
- Une robe blanche (2008)
- It's Not Me, I Swear (2008)
- La donna che canta (2010)
- Monsieur Lazhar (2011)
- Gabrielle (2013)
- Endorphine (2015)
- Grimaces (2015)
- Star (Star)
- The Bleeder (2016)
- Mutants (2016)
- Wild skin (2016)
- Arrival (2016)
- Venus (2017)
- Touched (2017)

### Televisione
- All'inseguimento della morte rossa - film TV (1995)
- Intrigo a San Pietroburgo (1996)
- Pâté Chinois (1997) (documentario)
- Nana, George and Me (1998) (documentario)
- Les Dames du 9e (1998) (documentario)
- L'erreur boréal (1999) (documentario)
- Bacon, le film (2001) (documentario)
- Les Rossy (2003) (documentario)
- About Us (2003) (serie tv - 1 episodio)
- Les justes (2003) (documentario)
- Mary Shelley (2004)
- Maestro (2005)
- The Wanted 18 (2014)
- Monsoon (2014)
- Fucké (2014)
- Pinocchio (2014)

## Premi e riconoscimenti
| Premio       | Film           | Categoria                | Risultato       |
| ------------ | -------------- | ------------------------ | --------------- |
| Premio Oscar | Arrival (2017) | miglior montaggio sonoro | Vincitore/trice |
| BAFTA        | Arrival (2017) | miglior montaggio sonoro | Vincitore/trice |